# Первомајски
Первомајски (укр. Первомайський) град је Украјини у Харковској области. Према процени из 2012. у граду је живело 30.796 становника.

## Становништво
Према процени, у граду је 2012. живело 30.796 становника.
| 1979.  | 1989.  | 2001.  | 2012.  |
| ------ | ------ | ------ | ------ |
| 31.141 | 37.474 | 32.523 | 30.796 |